# 2-я Градская больница
2-я Градская больница, ранее ситцевая фабрика М. И. Титова — ансамбль исторических зданий в Москве, построенный в начале XIX века. Объект культурного наследия федерального значения. Расположена на Ленинском проспекте, дом 10.

## История
Участок, на котором позднее расположилась фабрика, сформировался в середине XVIII века при объединении двух небольших усадеб, к которым в 1777 году был ещё и присоединён пустырь вдоль Калужской дороги (нынешний Ленинский проспект). К концу XVIII века существовал небольшой деревянный усадебный дом, перед домом — оформленный зелёным партером парадный двор, а за ним — спускавшийся к реке Москве сад. В 1810 году усадьбу купил московский городской голова, купец М. И. Титов и организовал на ней ситценабивную фабрику. К 1817 году он возвёл вдоль дороги фабричные корпуса по проекту архитектора О. И. Бове. Позднее, в 1820-х гг., фабричные корпуса были возведены и в глубине усадьбы, в её южной части. В 1833 году заново возведён деревянный особняк на месте главного усадебного дома (не сохранился, снесён в конце XX века). В 1840 году наследник Титова закрыл фабрику, продав постройки городу. В них вначале поместилась долговая тюрьма, в народе прозванная «Титы». Параллельно с этим в главном доме усадьбы по инициативе городского головы А. А. Щербатова открылась в 1866 году лечебница для тифозных больных. С 1878 года она была расширена и стала называться 2-й Градской больницей, с 1902 года она получила имя Щербатова. В 1900-х гг. её территория включила и бывший арестный дом, ранее долговую тюрьму. В 1890 году в больнице появился домовый храм иконы Божией Матери «Знамение», архитектором которого был И. П. Залесский, после Октябрьской революции закрытый, ныне вновь действующий. В советский период больница стала базой для 2-го Московского медицинского института. С 1922 по 1959 год больница носила имя хирурга Б. С. Вейсброда, возглавлявшего её с 1922 года. В 1959 году больница присоединена к 1-й Градской больнице имени Н. И. Пирогова.

## Архитектура
Усадьба построена в стиле классицизма. Здания, выходившие на улицу (современные строения 2 и 3), сохраняли усадебную планировку: есть центральное здание и боковые флигели (промежуток между северным флигелем и главным домом позднее застроен, они вместе составляют строение 2). Центральная трёхэтажная часть, имеющая архаичный характер, на обоих фасадах выделена частыми пилястрами тосканского ордера. Уличные торцы флигелей декорированы белокаменными профилями и лёгкой креповкой. Среди других бывших фабричных корпусов интересно трёхэтажное здание в глубине двора, за южным флигелем, с архивольтами над окнами, характерными для ампира (ныне часть строения 5). В состав строения 5 входит также домовый храм в русском стиле.

## Галерея

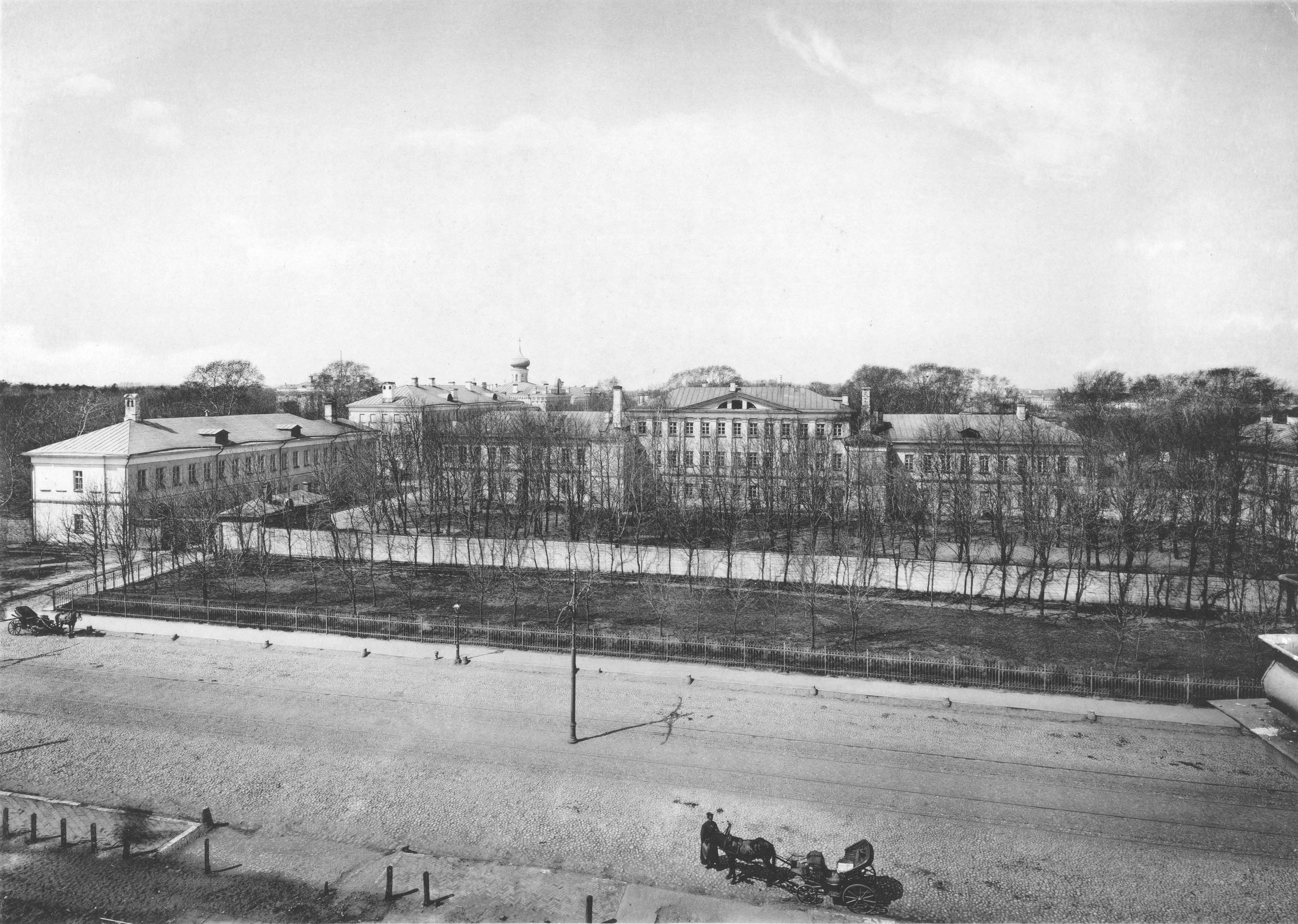
Фото больницы 1913 года из «Альбома зданий, принадлежащих Московскому Городскому Общественному Управлению»
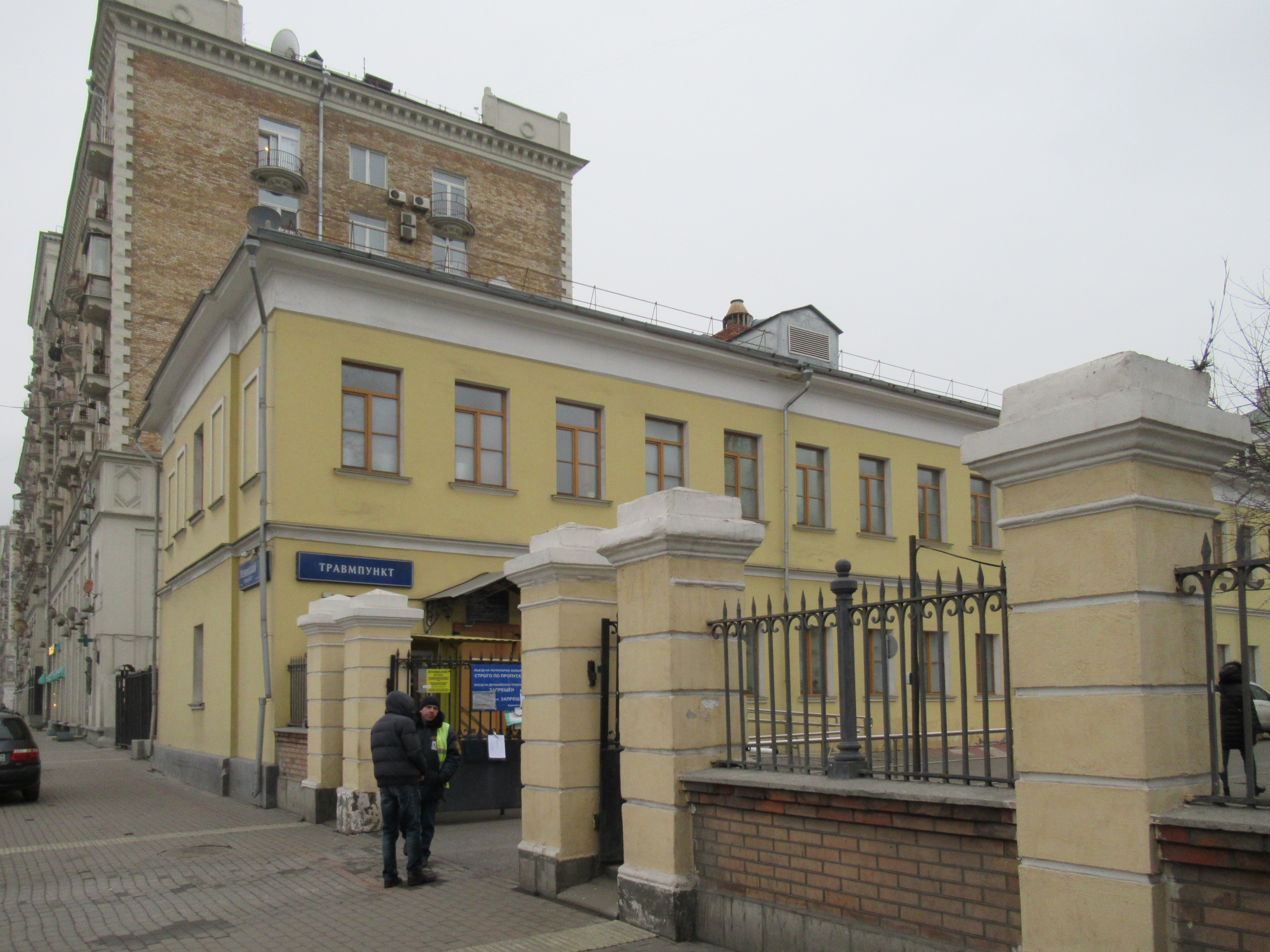
Ворота и южный флигель (строение 3)
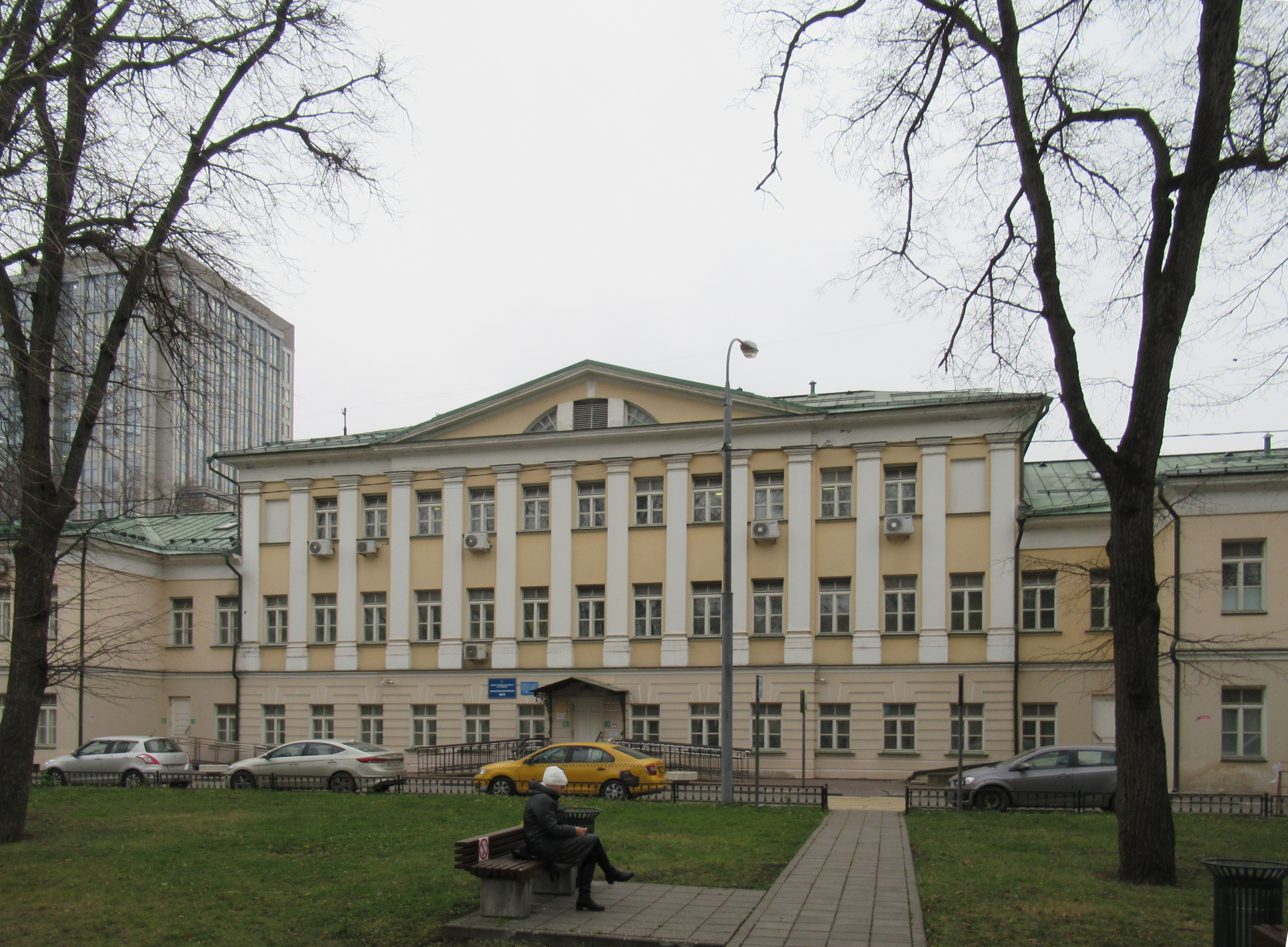
Задний фасад главного дома (строение 2)
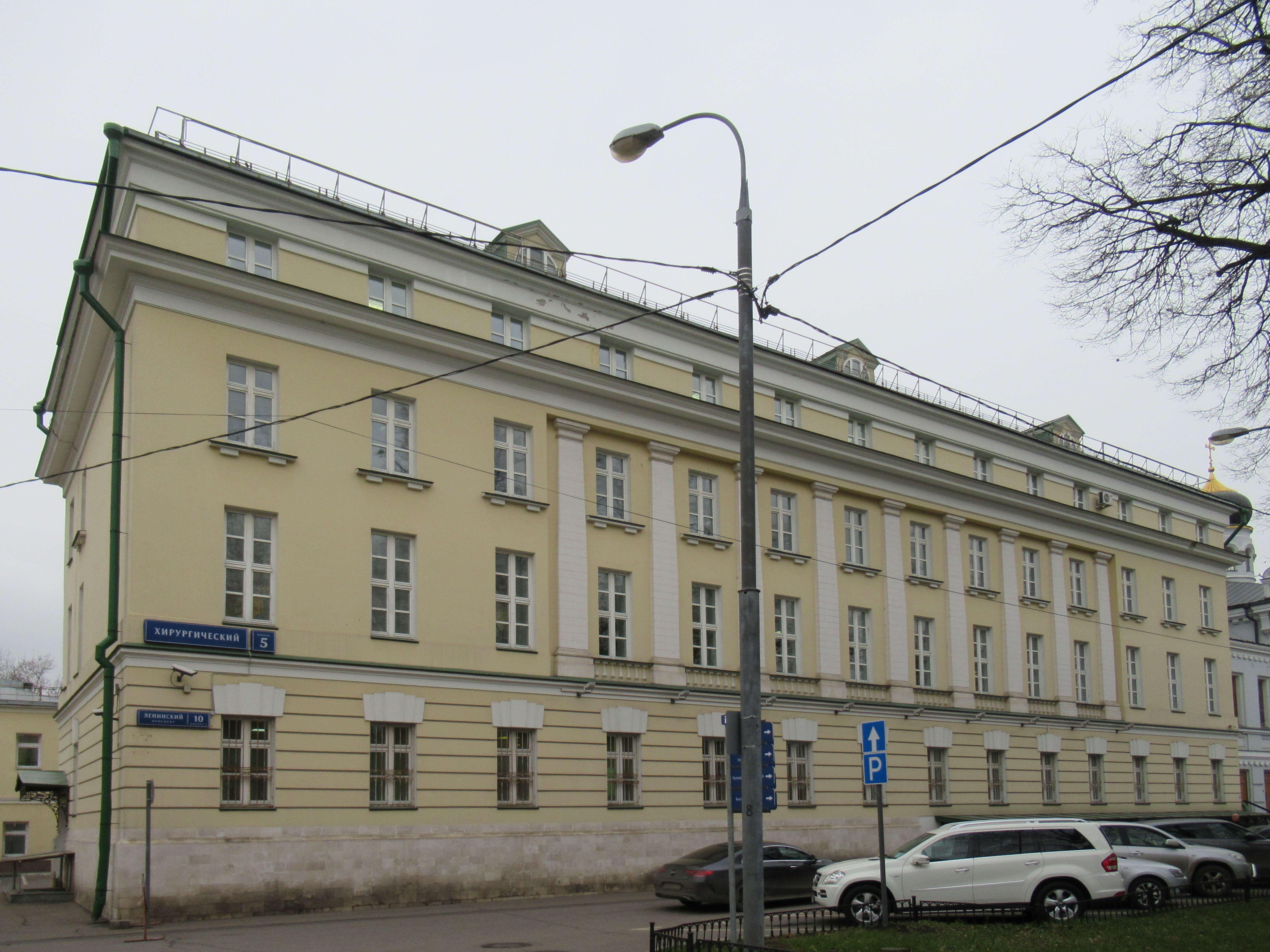
Строение 5
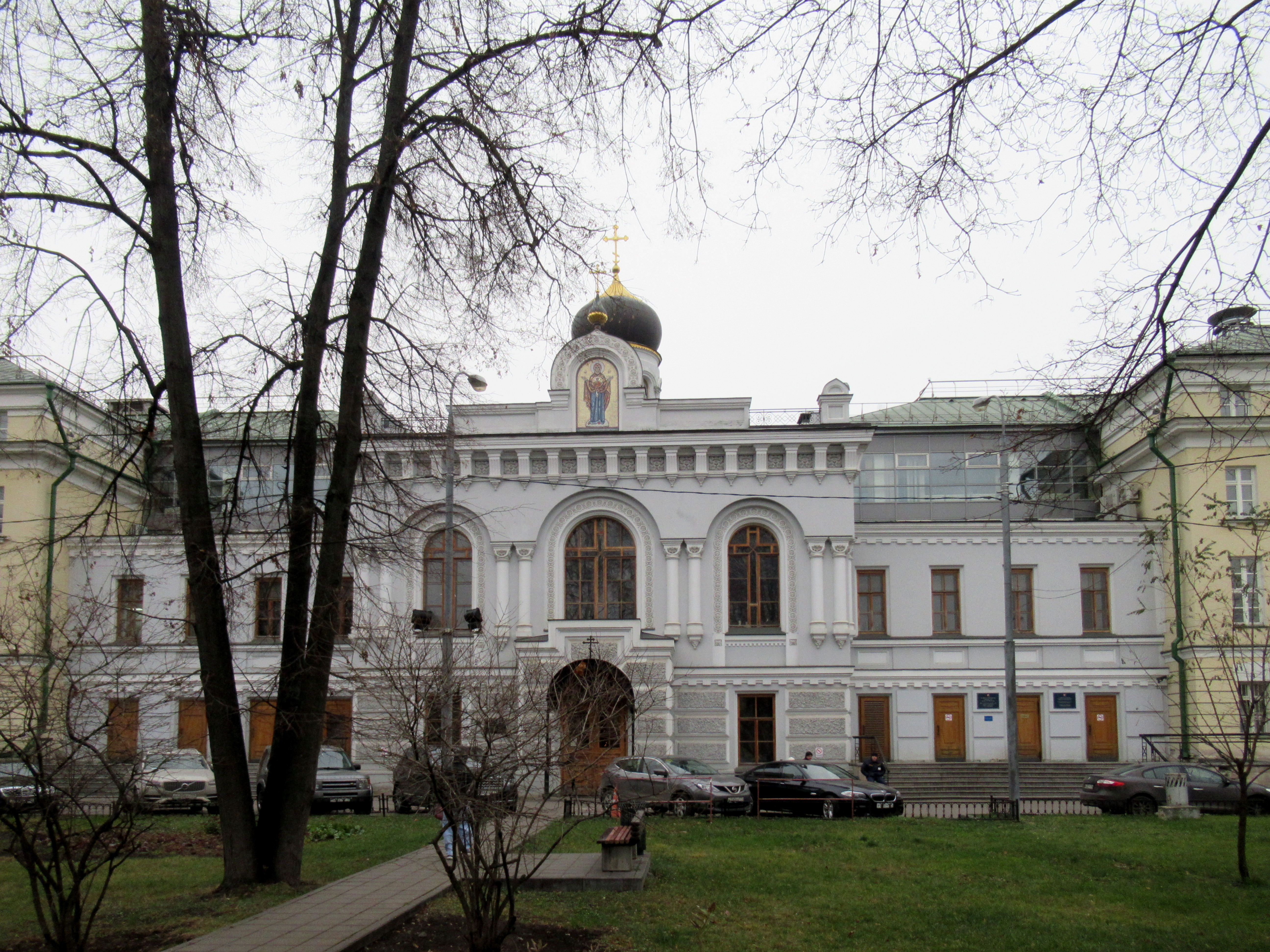
Домовая церковь иконы Божией Матери «Знамение»